# Landkreis Amberg
Der ehemalige Landkreis Amberg gehörte zum bayerischen Regierungsbezirk Oberpfalz.
Bei seiner Auflösung 1972 hatte der Landkreis 27 Gemeinden.

## Geographie

### Wichtige Orte
Die größten Orte waren Hirschau, Vilseck, Hahnbach und Schnaittenbach.

### Nachbarkreise
Der Landkreis grenzte Anfang 1972 im Uhrzeigersinn im Norden beginnend an die Landkreise Eschenbach in der Oberpfalz, Neustadt an der Waldnaab, Nabburg, Burglengenfeld, Parsberg, Neumarkt in der Oberpfalz und Sulzbach-Rosenberg sowie an die kreisfreie Stadt Amberg.

## Geschichte

### Landgericht
Im Zuge der Verwaltungsneugliederung Bayerns wurde 1803 das Landgericht Amberg errichtet. Nach Gründung des Königreichs Bayern wurde das Land in Verwaltungskreise eingeteilt und diese wiederum in Landgerichtsbezirke untergliedert. Das Landgericht Amberg gehörte ab 1808 zum Regenkreis, dessen Hauptstadt anfangs Straubing war und ab 1810 Regensburg wurde. 1809 wurde Amberg eine kreisunmittelbare Stadt. 1838 wurde zusätzlich das Landgericht Vilseck gebildet, dem Gemeinden des bisherigen Landgerichtsbezirks Amberg zugeschlagen wurden, das aber auch Orte des Landgerichts Sulzbach erhielt. Im selben Jahr wurde der Regenkreis, nach dem Vorbild der alten Herzogtümer, in Kreis Oberpfalz umbenannt. Später entstand daraus der gleichnamige Regierungsbezirk.

### Bezirksamt
Das Bezirksamt Amberg wurde im Jahr 1862 durch den Zusammenschluss der Landgerichte älterer Ordnung Amberg und Vilseck gebildet. Es umfasst damit 59 Gemeinden. 1926 kam Etsdorf vom Bezirksamt Nabburg zum Bezirksamt Amberg. Am 1. Juli 1927 wurde das Bezirksamt Amberg um die Gemeinden Vilshofen und Winbuch des Bezirksamtes Burglengenfeld vergrößert.

### Landkreis
Am 1. Januar 1939 wurde wie überall im Deutschen Reich die Bezeichnung Landkreis eingeführt. So wurde aus dem Bezirksamt der Landkreis Amberg.
Am 1. Januar 1963 wurde der Landkreis Amberg um die Gemeinden Adertshausen und Hohenburg des Landkreises Parsberg vergrößert.
Damit hatte der Landkreis 64 Gemeinden.
Am 1. Juli 1972 wurde der Landkreis Amberg im Zuge der Gebietsreform in Bayern aufgelöst. Sein größter Teil ging zusammen mit dem Landkreis Sulzbach-Rosenberg in einem neuen, größeren Landkreis Amberg auf. Die Gemeinden Ammersricht, Gailoh, Karmensölden und Raigering wurden in die kreisfreie Stadt Amberg eingegliedert.
Am 1. Mai 1973 erhielt der neue Landkreis den heutigen Namen Landkreis Amberg-Sulzbach.

## Einwohnerentwicklung
| Jahr | Einwohner | Quelle |
| ---- | --------- | ------ |
| 1864 | 25.198    | [ 8 ]  |
| 1885 | 25.934    | [ 9 ]  |
| 1900 | 25.321    | [ 10 ] |
| 1910 | 27.356    | [ 10 ] |
| 1925 | 30.657    | [ 11 ] |
| 1939 | 32.762    | [ 12 ] |
| 1950 | 45.168    | [ 13 ] |
| 1960 | 44.500    | [ 14 ] |
| 1971 | 53.000    | [ 15 ] |

## Bezirksamtmänner und Landräte
- 1862–1872: Hieronymus Ehrensberger
- 1872–1888: Johann Distler
- 1888–1903: Karl Mark
- 1903–1914: Josef Lutz
- 1914–1918: Heinrich Wirschinger
- 1918–1929: Oskar von Ebner-Eschenbach
- 1929–1930: Adam Spatz
- 1930–1933: Friedrich Spengler
- 1933–1939: Otto Heller
- 1939–1945: Josef Hausner
- 1945–1958: Martin Winkler aus Schnaittenbach (CSU)
- 1958–1972: Hans Raß (CSU) aus Amberg

## Gemeinden

Landkreis Amberg, Gemeindegrenzenkarte von 1961

Bei seiner Auflösung hatte der Landkreis folgende Gemeinden:
|    | frühere Gemeinde | heutige Gemeinde         | heutiger Landkreis                 |
| -- | ---------------- | ------------------------ | ---------------------------------- |
| 01 | Ammersricht      | Stadt Amberg             | Kreisfreie Stadt Amberg            |
| 02 | Ammerthal        | Gemeinde Ammerthal       | Landkreis Amberg-Sulzbach          |
| 03 | Ebermannsdorf    | Gemeinde Ebermannsdorf   | Landkreis Amberg-Sulzbach          |
| 04 | Ensdorf          | Gemeinde Ensdorf         | Landkreis Amberg-Sulzbach          |
| 05 | Freihung         | Markt Freihung           | Landkreis Amberg-Sulzbach          |
| 06 | Freudenberg      | Gemeinde Freudenberg     | Landkreis Amberg-Sulzbach          |
| 07 | Gailoh           | Stadt Amberg             | Kreisfreie Stadt Amberg            |
| 08 | Gebenbach        | Gemeinde Gebenbach       | Landkreis Amberg-Sulzbach          |
| 09 | Hahnbach         | Markt Hahnbach           | Landkreis Amberg-Sulzbach          |
| 10 | Hirschau         | Stadt Hirschau           | Landkreis Amberg-Sulzbach          |
| 11 | Hohenburg        | Markt Hohenburg          | Landkreis Amberg-Sulzbach          |
| 12 | Karmensölden     | Stadt Amberg             | Kreisfreie Stadt Amberg            |
| 13 | Kötzersricht     | Markt Hahnbach           | Landkreis Amberg-Sulzbach          |
| 13 | Kötzersricht     | Stadt Sulzbach-Rosenberg | Landkreis Amberg-Sulzbach          |
| 14 | Kümmersbruck     | Gemeinde Kümmersbruck    | Landkreis Amberg-Sulzbach          |
| 15 | Kürmreuth        | Gemeinde Edelsfeld       | Landkreis Amberg-Sulzbach          |
| 15 | Kürmreuth        | Markt Königstein         | Landkreis Amberg-Sulzbach          |
| 15 | Kürmreuth        | Stadt Grafenwöhr         | Landkreis Neustadt an der Waldnaab |
| 16 | Massenricht      | Stadt Hirschau           | Landkreis Amberg-Sulzbach          |
| 17 | Raigering        | Stadt Amberg             | Kreisfreie Stadt Amberg            |
| 18 | Rieden           | Markt Rieden             | Landkreis Amberg-Sulzbach          |
| 19 | Schnaittenbach   | Stadt Schnaittenbach     | Landkreis Amberg-Sulzbach          |
| 20 | Sigras           | Gemeinde Edelsfeld       | Landkreis Amberg-Sulzbach          |
| 20 | Sigras           | Markt Königstein         | Landkreis Amberg-Sulzbach          |
| 20 | Sigras           | Stadt Grafenwöhr         | Landkreis Neustadt an der Waldnaab |
| 21 | Traßlberg        | Stadt Amberg             | Kreisfreie Stadt Amberg            |
| 21 | Traßlberg        | Gemeinde Poppenricht     | Landkreis Amberg-Sulzbach          |
| 22 | Ursensollen      | Gemeinde Ursensollen     | Landkreis Amberg-Sulzbach          |
| 23 | Vilseck          | Stadt Vilseck            | Landkreis Amberg-Sulzbach          |
| 24 | Weißenberg       | Gemeinde Edelsfeld       | Landkreis Amberg-Sulzbach          |
| 25 | Winbuch          | Markt Schmidmühlen       | Landkreis Amberg-Sulzbach          |

Im Zuge der Gebietsreform in Bayern wurden 36 Gemeinden zwischen 1970 und 1972 in andere Gemeinden eingegliedert.
|    | frühere Gemeinde  | Datum          | Eingliederung in                                               |
| -- | ----------------- | -------------- | -------------------------------------------------------------- |
| 26 | Adlholz           | 1. April 1971  | Markt Hahnbach                                                 |
| 27 | Adertshausen      | 1. Januar 1972 | Markt Hohenburg                                                |
| 28 | Aschach           | 1. April 1971  | Gemeinde Freudenberg                                           |
| 29 | Diebis            | 1. April 1971  | Gemeinde Ebermannsdorf                                         |
| 30 | Egelsheim         | 1. Januar 1972 | Markt Hohenburg                                                |
| 31 | Ehenfeld          | 1. Januar 1971 | Stadt Hirschau                                                 |
| 32 | Etsdorf           | 1. April 1971  | Gemeinde Freudenberg                                           |
| 33 | Gärmersdorf       | 1. Januar 1972 | Gemeinde Kümmersbruck                                          |
| 34 | Garsdorf          | 1. April 1971  | Gemeinde Ensdorf                                               |
| 34 | Garsdorf          | 1. April 1971  | Gemeinde Ursensollen                                           |
| 35 | Gressenwöhr       | 1. April 1971  | Stadt Vilseck                                                  |
| 36 | Großschönbrunn    | 1. Januar 1972 | Markt Freihung                                                 |
| 36 | Großschönbrunn    | 1. Januar 1972 | Markt Hahnbach (Ortsteil Ölhof)                                |
| 36 | Großschönbrunn    | 1. Januar 1972 | Stadt Hirschau (Ortsteil Krickelsdorf)                         |
| 37 | Haag              | 1. April 1971  | Gemeinde Ursensollen                                           |
| 38 | Hiltersdorf       | 1. April 1971  | Gemeinde Freudenberg                                           |
| 39 | Hohenkemnath      | 1. April 1971  | Gemeinde Ursensollen                                           |
| 40 | Iber              | 1. April 1971  | Markt Hahnbach                                                 |
| 41 | Irlbach           | 1. April 1971  | Markt Hahnbach                                                 |
| 41 | Irlbach           | 1. April 1971  | Stadt Vilseck                                                  |
| 42 | Köfering          | 1. Januar 1972 | Gemeinde Kümmersbruck                                          |
| 43 | Langenbruck       | 1. April 1971  | Stadt Vilseck                                                  |
| 44 | Lintach           | 1. April 1971  | Gemeinde Freudenberg                                           |
| 45 | Mendorferbuch     | 1. Januar 1972 | Markt Hohenburg                                                |
| 46 | Mimbach           | 1. Januar 1972 | Markt Hahnbach                                                 |
| 46 | Mimbach           | 1. Januar 1972 | Stadt Hirschau (Ortsteil Steinigloh)                           |
| 47 | Pittersberg       | 1. April 1971  | Gemeinde Ebermannsdorf                                         |
| 48 | Pursruck          | 1. April 1971  | Gemeinde Freudenberg                                           |
| 49 | Schlicht          | 1. April 1971  | Stadt Vilseck                                                  |
| 50 | Seugast           | 1. Januar 1972 | Markt Freihung                                                 |
| 51 | Sigl              | 1. April 1971  | Stadt Vilseck                                                  |
| 52 | Steiningloh       | 1. Januar 1970 | Gemeinde Mimbach, am 1. Januar 1972 zur Stadt Hirschau         |
| 53 | Süß               | 1. April 1971  | Markt Hahnbach                                                 |
| 54 | Thanheim          | 1. April 1971  | Gemeinde Ensdorf                                               |
| 55 | Thansüß           | 1. Januar 1972 | Markt Freihung                                                 |
| 56 | Theuern           | 1. April 1971  | Gemeinde Köfering, am 1. Januar 1972 zur Gemeinde Kümmersbruck |
| 57 | Ullersberg        | 1. April 1971  | Gemeinde Ursensollen                                           |
| 58 | Ursulapoppenricht | 1. Januar 1972 | Markt Hahnbach                                                 |
| 59 | Vilshofen         | 1. Januar 1971 | Markt Rieden                                                   |
| 60 | Weiher            | 1. April 1972  | Stadt Hirschau                                                 |
| 60 | Weiher            | 1. April 1972  | Stadt Schnaittenbach                                           |
| 61 | Wolfsbach         | 1. April 1971  | Gemeinde Ensdorf                                               |
| 62 | Wutschdorf        | 1. Januar 1970 | Gemeinde Freudenberg                                           |
| 63 | Zant              | 1. April 1971  | Gemeinde Ursensollen                                           |

Die Gemeinde Forst war am 1. Oktober 1938 nach Schnaittenbach eingemeindet worden. Die Gemeinde Siegenhofen war 1945/46 nach Rieden eingemeindet worden.

## Kfz-Kennzeichen
Am 1. Juli 1956 wurde dem Landkreis bei der Einführung der bis heute gültigen Kfz-Kennzeichen das Unterscheidungszeichen AM zugewiesen. Es wird nur in der Stadt Amberg durchgängig bis heute ausgegeben. Im Landkreis Amberg-Sulzbach wurde es bis zum 11. Februar 1979 ausgegeben.